# Bailleau-le-Pin
Bailleau-le-Pin és un municipi francès, situat al departament de l'Eure i Loir i a la regió de Centre – Vall del Loira. L'any 2020 tenia 1.597 habitants.

## Demografia
El 2007 tenia 1.500 habitants en 550 famílies. Hi havia 612 habitatges, 569 habitatges principals, 25 segones residències i 18 desocupats.

## Economia
El 2007 la població en edat de treballar era de 949 persones, 724 eren actives i 225 eren inactives. Dels 65 establiments que hi havia el 2007, 3 eren d'empreses alimentàries, 2 d'empreses de fabricació d'altres productes industrials, 12 d'empreses de construcció, 19 d'empreses de comerç i reparació d'automòbils, 7 d'empreses de transport, 3 d'empreses d'hostatgeria i restauració, 2 d'empreses d'informació i comunicació, 4 d'empreses financeres, 2 d'empreses immobiliàries, 4 d'empreses de serveis, 4 d'entitats de l'administració pública i 3 d'empreses classificades com a «altres activitats de serveis».
L'any 2000 hi havia disset explotacions agrícoles. El 2009 hi havia una escola maternal i una escola elemental.